# Jean Trenchant
Jean Trenchant est un mathématicien français, conseiller des officiers du roi, né au XVe siècle, ayant principalement vécu à Lyon.
On lui doit une « arithmétique, départie en trois livres », connue et appréciée de Simon Stevin et rééditée plusieurs fois, y compris à titre posthume. Il fait partie avec François Barrême, François Le Gendre, Mathieu de la Porte et Savary, des premiers auteurs de manuels de comptabilité.

## Un ouvrage charnière
Les plus anciennes tables d'intérêt paraissent dans la première version de Arithmétique de Jean Trenchant, dont le privilège date du 24 mars 1558. Dans ce livre, Jean Trenchant emploie les termes de Multiplicande et dividende. On fait également remonter à ses ouvrages le premier emploi du mot milliard, écrit “miliars" pour noter 1000 millions. Contrairement à Nicolas Chuquet, «chiffre» chez Jean Trenchant s'emploie pour toutes les figures de l'arithmétique et pas seulement le zéro.
On trouve chez Trenchant des  notations pour les racines carrées et cubiques sous forme de {\displaystyle \zeta } ou de {\displaystyle \zeta \zeta } ainsi que des notations comme {\displaystyle \Delta } ou Q pour désigner l'inconnue d'un problème. On trouve également chez Trenchant (pages 249 et 250 du tiers livre d'arithmétique) une disposition des coefficients binomiaux sous forme de triangle, qu'il utilise pour  extraire la racine cinquième d'un nombre.
Les notations et quelques remarques de Tranchant sur les multiplications et leur interprétation en termes d'aires, de volumes rappellent les définitions que François Viète donnera des produits de grandeurs au-delà des cubes (Sursolide, Carré-Cube, Bisursolide). Mais pour Trenchant, « on ne peut aller outre selon nature que le solide » et il ne résout aucun problème à paramètre, comme le fera la logistique spécieuse.
Lors de sa traduction de l'algèbre Nouvelle, en 1630, Antoine Vasset alias Claude Hardy, cite Trenchant, précisant que.
« Il ne faut pas ignorer l'ancienne doctrine pour être capable d'apprendre celle cy... De sorte que l'algèbre des meilleurs auteurs tient seulement le milieu entre celle de Monsieur Viète et la plus simple arithmetique de Tranchant ou de Taillefer. »
Ainsi, quelques exercices de son arithmétique et notamment ceux sur les calculs d'intérêt présentent des solutions astucieuses, soit par interpolation linéaire, soit en utilisant des progressions géométriques. Comme l'interpolation mensuelle lui paraît inadaptée, Trenchant propose de découper l'année en autant de segments que nécessaire pour interpoler. Il résout ainsi le problème suivant : « On place 564 livres à 10 pour cent. Combien de temps faut-il pour obtenir 856 livres ? » (problème 9 de l'édition de 1558)
Le livre de Trenchant se termine par un traité d'une douzaine de pages intitulé « l'art et moyen de calculer avec les jetons ». Il suit en cela Oronce Fine et l'espagnol Juan Martínez Silíceo. Il s'agit de calculer en ligne avec les abaques (pages 353 à 375). Les lignes horizontales représentent les ordres décimaux, les nombres y sont marqués par des jetons placés à l'intersection des différents lignes horizontales avec une ligne verticale.
Enfin, on trouve chez Trenchant, de nombreuses devinettes mathématiques, comme celle-ci :
« Si tu veux sçavoir le nombre que quelqu'un à ymaginé, comme si tu devinoys : dy luy qu'il triple tel  nombre, puys de ce triple qu'il en prenne la moitié s'il est per, ou la plus grande moitié s'il est imper, et qu'il  triple de rechef cete moitié. En après, fay lui leuer par subtilz moiens tant de foys 9 qu'il est possible, et en retien secrètement le nombre : et quand il n'en peut plus leuer 9, pour sçavoir s'il reste encores quelque nombre, dy luy qu'il en leue encores 1, ou 2, ou 3. Ce fét pour tant de foys 9 que luy as fét leuer, retien  tant de foys 2 : et si tu as connu qu'il luy restât outre les neuvièmes, cela aussi dénotera 1. Soit donc qu'il  eùt ymaginé 6, son triple est 18, dont la — est 9 : le triple duquel est 27, maintenant fay luy leuer 18 et 9, ou 27, et encores 9 : mais alors il te dira qu'il ne peut : dy luy donc qu'il en leue i, ou 2, il te dira aussi qu'il ne peut : parquoy considérant que luy as fait leuer 3 foys 9 iustement, tu luy diras qu'il auoit imaginé 6, car 3 foys 2 font 6.»
Ces jeux sont directement empruntés à Estienne de La Roche, ce qui fait indirectement de lui, un héritier de Nicolas Chuquet dont Trenchant reprend le titre de Triparty sous l'appellation "départie en trois livres". En 1549, Jacques Pelletier a publié sa propre arithmétique départie en quatre livres. Ils seront repris après eux, par de nombreux auteurs dont François Le Gendre.

## Publications
- Une Arithmetique départie en trois livre ensemble un petit discours des changes. Avec l'art de calculer aux jetons, publiée à Lyon en 1558 (ici ) puis en 1561, chez Michel Jouve, republié en 1571, chez Jouve et Pierre Roussin ; à lire en ligne ici : , ou ici :

- La même a été augmentée sous le titre : L'Arithmétique de Jean Trenchant revue et augmentée, tant de plusieurs règles et articles, par l'autheur, que d'une Table des poids de vingt-deux provinces, publiée en 1588, 1602 (à Lyon chez Pillehote, ici : ), 1610 (à Paris, chez P. Rigaud), 1617(A paris chez la veuve Regnoul), 1618(à Lyon chez P. Rigaud), 1632 (à Rouen chez J.B. Behourt), 1643 (à Lyon chez la veuve C.Rigaud et fils), à lire en ligne ici : .